# The Conversation (soundtrack)
The Conversation (Razgovor)  naziv je sedmog autorskog albuma hrvatskoga skladatelja i glazbenika Dalibora Grubačevića s glazbom iz istoimenoga filma. Redatelj filma je Dominik Sedlar, a u glavnim ulogama igraju engleski glumac Dylan Turner u ulozi kardinala Stepinca i danski glumac Caspar Phillipson u ulozi Maršala Tita. Album je objavljen digitalno i u obliku CD-a u rujnu 2022., a objavila ga je britanska diskografska kuća Plaza Mayor Company specijalizirana za glazbu iz filmova.
Grubačević je za ovaj soundtrack nagrađen nagradom za najbolju glazbu u igranom filmu na International Sound & Film Music Festivalu - ISFMF (2022.)

## Popis glazbenih brojeva
| 1.    | »The Conversation - Prologue«   | 4:28 |
| 2.    | »Four Years Of War«             | 0:42 |
| 3.    | »The Cave«                      | 1:37 |
| 4.    | »Marija Horvat«                 | 2:45 |
| 5.    | »Of All The People In That Bus« | 1:26 |
| 6.    | »What Came Of Marija?«          | 3:28 |
| 7.    | »When No One's Looking«         | 1:15 |
| 8.    | »Forgery«                       | 1:46 |
| 9.    | »Memories Of Marija«            | 2:55 |
| 10.   | »Fever«                         | 1:17 |
| 11.   | »Farewell«                      | 3:27 |
| 12.   | »Epilogue«                      | 2:28 |
| 13.   | »End Credits«                   | 3:15 |
| 30:01 |                                 |      |

## Vanjske poveznice
- Glazba.hr: Višeslojna i suptilna: glazba Dalibora Grubačevića za film The Conversation
- Movie Music International A CONVERSATION ON THE CONVERSATION SCORE. TALKING TO COMPOSER DALIBOR GRUBACEVIC} (engl.)
- Discogs.com – Dalibor Grubačević: The Conversation (Original Motion Picture Soundtrack) (hrv.) (engl.)